# Ragnar Jónasson
Pour les articles homonymes, voir Jonasson.
Ragnar Jónasson, né en 1976 à Reykjavik, en Islande, est un écrivain islandais, auteur de romans policiers.

## Biographie
Il est avocat et enseigne le droit d'auteur à l'université de Reykjavik. Il a traduit quatorze romans d'Agatha Christie de l'anglais vers l'islandais.
Il se lance dans l'écriture avec la publication d'un roman policier intitulé Fölsk nóta (2009), premier volet de la série policière Dark Iceland dont le personnage récurrent est le jeune policier Ari Thór. Dans Snjór (Snjóblinda, 2010), le jeune homme, qui vient tout juste de sortir de l'école de la police de Reykjavik, est envoyé à Siglufjördur, le village islandais le plus septentrional, pour enquêter sur un double meurtre. Dans Mörk (Náttblinda, 2014), il est chargé de faire toute la lumière sur la mort de son collègue, l'inspecteur Herjólfur, assassiné alors qu'il se livrait à une enquête près d'une vieille maison abandonnée.
Pour Le Magazine littéraire, Mörk (Náttblinda) est « à mille lieux de ces facéties spirituelles et poudrées, [...] Ragnar Jónasson présente le visage livide et nu des sobres polars nordiques ». Pour Grazia, « à 40 ans, Ragnar Jonasson s'impose désormais comme la nouvelle star du polar islandais ».
Pour pallier le manque d'un festival de fiction criminelle, Ragnar Jónasson a fondé, avec Yrsa Sigurðardóttir et Quentin Bates, l'Iceland Noir Festival, en 2013. Cet événement est décrit comme "célébrant la noirceur sous toutes ses formes, et tenu à Reykjavík  durant la période la plus sombre de l'année" .
En 2022, Ragnar Jónasson et la Première Ministre d'Islande, Katrín Jakobsdóttir, ont publié un roman à suspense qu'ils ont co-écrit, Reykjavík.

## Œuvre

### Romans

#### SérieDark Iceland(Les enquêtes de Siglufjördur)
- Fölsk nóta (2009)
- Snjóblinda (2010) Publié en français sous le titre Snjór, traduit depuis la version anglaise par Philippe Reilly, Paris, Éditions La Martinière (2016)  (ISBN 978-2-7324-7850-0) ; réédition, Paris, Éditions Points, coll. « Policier » no P4526 (2017)  (ISBN 978-2-7578-6378-7) ; Titre anglais : Snowblind, 2010
- Myrknætti (2011) Publié en français sous le titre Nátt, traduit depuis la version anglaise par Philippe Reilly, Paris, Éditions La Martinière (2018)  (ISBN 978-2-7324-8050-3) ; réédition, Paris, Éditions Points, coll. « Policier » no P4937 (2019)  (ISBN 978-2-7578-7529-2) ; Titre anglais : Blackout, 2011
- Rof (2012) Publié en français sous le titre Sótt, traduit depuis la version anglaise par Ombeline Marchon, Paris, Éditions La Martinière (2018)  (ISBN 978-2-7324-8815-8) ; réédition, Paris, Éditions Points, coll. « Policier » no P5054 (2019)  (ISBN 978-2-7578-7568-1) ; Titre anglais : Rupture, 2012
- Andköf (2013) Publié en français sous le titre Vík, traduit depuis la version anglaise par Ombeline Marchon, Paris, Éditions La Martinière (2019)  (ISBN 978-2-7324-8837-0) ; réédition, Paris, Éditions Points, coll. « Policier » no P5218 (2020)  (ISBN 978-2-7578-8213-9) ; Titre anglais : Whiteout, 2013
- Náttblinda (2014) Publié en français sous le titre Mörk[5],[6], traduit depuis la version anglaise par Philippe Reilly, Paris, Éditions La Martinière (2017), 326 p.  (ISBN 978-2-7324-8044-2) ; réédition, Paris, Editions Points,  coll. « Policier » no 4757 (2018)  (ISBN 978-2-7578-6953-6) Titre anglais : Nightblind, 2014
- Vetrarmein (2020)Publié en français sous le titre Sigló, traduit de l'islandais par Jean-Christophe Salaün, Paris, Éditions La Martinière (2020)  (ISBN 978-2-7324-9352-7) ; réédition, Paris, Éditions Points, coll. « Policier » no P5421 (2021)  (ISBN 978-2-7578-8933-6) ; Titre anglais : Winterkill

#### TrilogieLa Dame de Reykjavik
- Dimma (2015) Publié en français sous le titre La Dame de Reykjavik, traduit depuis la version anglaise par Philippe Reilly, Paris, Éditions La Martinière (2018)  (ISBN 979-1-0366-0373-0) ; réédition, Paris, Éditions Points, coll. « Policier » (2020)  (ISBN 978-2-7578-7809-5)
- Drungi (2016) Publié en français sous le titre L'Île au secret, Paris, Éditions La Martinière (2020)  (ISBN 978-2-73249-355-8) ; réédition, Paris, Éditions Points, coll. « Policier » no P5314 (2021)  (ISBN 978-2-7578-8780-6)
- Mistur (2017) Publié en français sous le titre La Dernière Tempête, Paris, Éditions La Martinière (2021)  (ISBN 978-2-73249-708-2) ; réédition, Paris, Éditions Points, coll. « Policier » no P5506 (2022)  (ISBN 978-2-7578-9166-7)

#### Autres romans
- Þorpið (2018) Publié en français sous le titre Dix âmes pas plus, Paris, Éditions La Martinière (2018) ; réédition, Paris, Éditions Points, coll. « Policier » (2023)  (ISBN 978-2-7578-9677-8)
- Hvítidauði (2019) Publié en français sous le titre La Mort en blanc, Paris, Éditions La Martinière (2024)
- Úti (2021) Publié en français sous le titre À qui la faute, traduit de l'islandais par Jean-Christophe Salaün, Paris, Éditions La Martinière (2023)  (ISBN 979-1-0401-1504-5)
- Reykjavik (2022) Publié en français sous le titre Reykjavik, coécrit avec Katrín Jakobsdóttir, traduit de l'islandais par Jean-Christophe Salaün, Paris, Éditions La Martinière (2023)  (ISBN 9791040115359)

### Nouvelles
- Death of a Sunflower, dans le Ellery Queen's Mystery Magazine (janvier 2014)
- Party of Two (2014)
- A Moment by the Sea (2014)
- A Letter to Santa, dans le Ellery Queen's Mystery Magazine (janvier 2015)

## Prix et distinctions

### Prix
- Dead Good Reader Awards 2016 pour Nightblind, titre anglais de Mörk[7]

## Sur quelques livres

### Mörk(2015)
Quelque temps après la crise financière de 2008 en Islande, vers 2011, alors que les Islandais exilés commencent à rentrer au pays, sur la côte nord, à Siglufjörður, on tire au fusil sur un policier, Herjolfur, en patrouille, de nuit, devant une maison abandonnée. Son collègue, Ari Thor Arason, encore malade, le découvre sur place, et fait le nécessaire. Tomas, l'ancien titulaire, est chargé de l'enquête. Il pourrait s'agir de trafic de drogue, une affaire sensible... Les premiers interrogés sont Addi Gunna, un petit cousin de Tomas, puis le nouveau maire, Gunnar Gunnarsson, puis son adjointe, Elin, séparée d'un certain Valberg. Un homme vient déclarer qu'on a volé son fusil. Ari Thor interroge une vieiile dame, Jodis, sœur de Jonmundur, présent lors de la chute mortelle, à l'automne 1961, d'un des deux jumeaux, Börkur et Baldur, du balcon de cette maison désormais délaissée. Et un entrepreneur vient conseiller au policier de faire attention... Les familles sont tout sauf paisibles. Et, pendant ce temps, un jeune homme, maintenu en hôpital psychiatrique, pour suicide, s'énerve, selon un carnet de 1982...